# 黑莉·欧文
黑莉·欧文（英語：Haley Irwin，1988年6月6日—），加拿大女子冰球运动员。她曾代表加拿大国家队参加2010年、2014年和2018年冬季奥林匹克运动会冰球比赛，获得二枚金牌和一枚银牌。